# Karketu Dili FC
El Karketu Dili FC es un equipo de Timor Oriental que juega en la LFA Primera División, la primera categoría nacional.

## Historia
Fue fundado en el año 2015 en la capital Dili y fue uno de los equipos fundadores de la LFA Primera División al año siguiente donde logró el subcampeonato. Al año siguiente fue campeón nacional donde superaron por tres puntos al subcampeón AS Ponte Leste. El club volvió a ser campeón nacional en 2021 y 2023.

## Palmarés
- Liga Futebol Amadora (3): 2017, 2021, 2023
- LFA Super Taça (1): 2017